# Иречек (нос)
Вижте пояснителната страница за други значения на Иречек.
Носът Иречек (на английски: ’’Jireček Point’’) е морски нос на северозападния бряг на остров Смит, разположен 1.1 км на юг-югоизток от нос Маркели и 2.35 км на север-североизток от нос Виягра. Отделя залива Кабут на север от залива Баучър на югозапад.
Координатите му са: 62°56′42.7″ ю. ш. 62°32′39″ з. д. / 62.945194° ю. ш. 62.544167° з. д..
Наименуван е на чешкия историк и деец на българската просвета Константин Иречек (1854-1918), и във връзка със селищата Иречек в Североизточна и Иречеково в Югоизточна България. Името е официално дадено на 3 юни 2010 г.
Българско картографиране от 2009 г. и 2010 г.

## Карти
- Л. Иванов. Антарктика: Остров Ливингстън и острови Гринуич, Робърт, Сноу и Смит. Топографска карта в мащаб 1:120000. Троян: Фондация Манфред Вьорнер, 2009. ISBN 978-954-92032-4-0